# トロイ ザ・ウォーズ
『トロイ ザ・ウォーズ』（原題：Helen Of Troy）は、2003年のアメリカ合衆国のテレビ映画。ギリシア神話のトロイア戦争を題材としている。
日本では2004年6月25日にVHSとDVDが発売された。また、スターチャンネルで『トロイ/愛と宿命の戦い』の邦題で放送された。

## キャスト
※括弧内は日本語吹替。
- ヘレン：シエンナ・ギロリー（佐藤あかり）
- パリス：マシュー・マースデン（田島康成）
- アガメムノン：ルーファス・シーウェル（寺杣昌紀）
- プリアモス：ジョン・リス＝デイヴィス（小山武宏）
- カサンドラ：エミリア・フォックス
- メネラオス：ジェームズ・キャリス（家中宏）
- ヘクトル：ダニエル・ラパイン
- テセウス：ステラン・スカルスガルド
- ヘカベ：マリアム・ダボ
- アキレス：ジョー・モンタナ

## スタッフ
- 監督：ジョン・ケント・ハリソン
- 製作：テッド・カーディラ
- 製作総指揮：アダム・シャピロ
- 脚本：ロニ・カーン
- 撮影：エドワード・J・ペイ
- 音楽：ジョエル・ゴールドスミス